# Demir Kapija
Demir Kapija városa az azonos nevű község székhelye Észak-Macedóniában.

## Népesség
Demir Kapija városának 2002-ben 3275 lakosa volt, melyből 3161 macedón (96,5%), 34 szerb, 19 albán, 19 török, 16 cigány és 26 egyéb nemzetiségű.
Demir Kapija községnek 2002-ben 4545 lakosa volt, melyből 3997 macedón (87,9%), 344 török (7,6%), 132 szerb és 72 egyéb nemzetiségű.

## A községhez tartozó települések
- Demir Kapija
- Barovo (Demir Kapija)
- Beszvica
- Bisztrenci
- Dracsevica (Demir Kapija)
- Dren (Demir Kapija)
- Iberli
- Kliszura (Demir Kapija)
- Kosarka (Demir Kapija)
- Koprisnica
- Koresnica
- Przsdevo
- Sztrmasevo
- Cselevec
- Csiflik (Demir Kapija)